# Польско-финляндские отношения
По́льско-финля́ндские отноше́ния (фин. Puolan ja Suomen suhteet) — двусторонние дипломатические отношения между Финляндией и Польшей.
Обе страны являются полноправными членами Европейского союза и Совета государств Балтийского моря.

## История
8 марта 1919 года Польша стала семнадцатой страной, признавшей независимость Финляндии.
1 мая 2019 года зампредседателя ЕС Юрки Катайнен на заседании в Варшаве в резких выражениях раскритиковал Польшу за то, что страна относится к Евросоюзу как к механизму для заработка денег и не выполняет базовые принципы ЕС.
В Варшаве действует посольство Финляндии, возглавляемое послом Юхой Оттманом.

## Экономические отношения
В 2015 году товарооборот между Финляндией и Польшей составил 2,8 миллиарда евро.

## Военное сотрудничество
В 2017 году Польша стала одной из стран, куда Финляндия экспортировала максимальное количество вооружения.
В апреле 2017 года Польша стала одной из десяти стран-соучредительниц Европейского центра по противодействию гибридным угрозам, открытого в Хельсинки.

## Экологические проекты
В 1990 году Финляндия и Польша подписали двустороннее соглашение о защите окружающей среды.
В июне 2013 года Комиссия по защите морской среды Балтийского моря (ХЕЛКОМ) на своём заседании в Хельсинки рассмотрела рапорты стран-членов о выбросах фосфора в Балтийское море. Было констатировано, что в польском городе Гданьске обнаружен источник масштабного выброса фосфора, вызывающего эвтрофикацию Балтийского моря (по оценке фонда John Nurmisen säätiö, объём выброса фосфора из гипсовой горы в Гданьске составляет до 500 тонн в год). Финляндия и Польша приняли решение создать совместную группу исследователей для изучения подозрений.